# 7855 Tagore
A 7855 Tagore (ideiglenes jelöléssel 4092 T-3) a Naprendszer kisbolygóövében található aszteroida. Cornelis Johannes van Houten,  Ingrid van Houten-Groeneveld és Tom Gehrels fedezte fel 1977. október 16-án.
Nevét Rabindranáth Tagore (1861–1941) indiai költő után kapta.